# 80-мм міномет GrW 42
81-мм міномет GrW 42 (нім. Kurzer 8 cm Granatwerfer 42) — німецький 81-мм укорочений міномет часів Другої світової війни, що був розроблений на основі 81-мм батальйонного міномета, створеного німецькою компанією Rheinmetall.

## Опис
81-мм укорочена та полегшена версія стандартного 81-мм батальйонного міномета 8 cm GrW 34 розроблялася збройовою компанією Rheinmetall на початку Другої світової війни для підвищення вогневих можливостей повітряно-десантних підрозділів Третього Рейху. На той час повітряний десант мав на озброєнні 50-мм легкі ротні міномети 5 cm leGrW 36, які в умовах сучасного бою не задовольняли потреби десантників. Розробка здійснювалася шляхом скорочення ствола та полегшення деяких його складових частин. У результаті розроблений міномет був більше ніж вдвічі легше за піхотну версію й набагато менше за розмірами. KZ 8 sm GrW 42 стріляв звичайними боєприпасами, розробленими для піхотного варіанту міномета. Мінометна міна стріляла на відстань вдвічі за 50-мм міномет.
KZ 8 sm GrW 42 розбирався на три складові частини, що переносилися на полі бою обслугою.
Серед десантників міномет отримав прізвисько «Stummelwerfer» або «Обрубок міномета».